# جينيفر دور
جينيفر دور (بالإنجليزية: Jennifer Dore)‏ هي مجدفة أمريكية، ولدت في 19 ديسمبر 1971 في مونتكلير ‏ في الولايات المتحدة.

## وصلات خارجية
- جينيفر دور على موقع الاتحاد الدولي للتجديف (الإنجليزية)
- جينيفر دور على موقع اللجنة الأولمبية الدولية (الإنجليزية)
- جينيفر دور على موقع أوليمبيديا (الإنجليزية)